# John J. Crittenden
Pour les articles homonymes, voir Crittenden.
 (indiquez la date de pose grâce au paramètre date).
Les informations dans cet article sont mal organisées, redondantes, ou il existe des sections bien trop longues. Structurez-le ou soumettez des propositions en page de discussion.
Avec le temps, il arrive que le contenu présent dans un article devienne désordonné. Il est souvent nécessaire de réorganiser l'article de fond en comble.
- Il faut tout d’abord répartir le contenu de l'article en plusieurs sections. Les informations doivent ensuite être exposées clairement et le plus synthétiquement possible, regroupées par sujet afin d'éviter les doublons. Quelqu'un cherchant une information précise doit pouvoir la trouver rapidement en lisant la section appropriée.
- À l'intérieur de chaque section, le texte, souvent initialement sous la forme de phrases éparses, doit être regroupé dans des paragraphes de quelques lignes, en assurant un enchaînement logique et une cohérence entre les phrases.
- Lorsque l'article ou l'une de ses sections développe trop longuement un point qui n'est pas dans le cœur du sujet traité, il convient de faire une synthèse et de transférer l'ancien contenu dans des articles plus appropriés (en cas de transfert, il faut impérativement respecter la procédure Aide:Scission).

Si vous pensez que ces points ont été résolus, vous pouvez retirer ce bandeau et améliorer le plan d'un autre article.
John Jordan Crittenden, né le 10 septembre 1787 à Versailles dans le Kentucky et mort le 26 juillet 1863 à Frankfort dans le même État, est un homme politique américain originaire du Kentucky, dont il a été le représentant au Sénat et à la Chambre des représentants. Il a également occupé deux fois le poste de procureur général des États-Unis, une première fois dans l'administration W.H. Harrison et une seconde fois dans l'administration Fillmore. Crittenden a aussi été gouverneur du Kentucky et membre de la législature de l'État. Bien qu'il ait été souvent évoqué comme candidat potentiel à la présidence des États-Unis, il ne s'est jamais lancé dans la course à la fonction suprême.
Pendant la première partie de sa carrière politique, Crittenden a donc servi au sein de la Chambre des représentants du Kentucky où il a occupé le poste de Speaker (en) à plusieurs reprises. Avec la mise en place du Second Party System, il s'est allié au parti national-républicain (plus tard le parti Whig) et est devenu un fervent soutien d'Henry Clay et un opposant des démocrates, Andrew Jackson et Martin Van Buren. Les soutiens de Jackson au Sénat ont donc refusé de confirmer sa nomination à la Cour suprême en 1828, mais après un court mandat en tant que secrétaire d'État du Kentucky Crittenden a été élu par la législature d'État au Sénat des États-Unis pour la seconde fois. Avec l'élection de William Henry Harrison à la présidence, Crittenden a été nommé procureur général, mais après la mort d'Harrison, des différences politiques l'ont amené à rapidement démissionner plutôt qu'à continuer à travailler avec le successeur d'Harrisson, John Tyler.
Il retourne au Sénat de 1842 à 1848, date à laquelle il démissionne afin de devenir gouverneur du Kentucky, en espérant que son élection puisse aider Zachary Taylor à remporter le vote dans le Kentucky pour l'élection présidentielle de 1848. Taylor a été élu, mais Crittenden a refusé un poste dans son cabinet craignant qu'il soit obligé de faire un « Accord Corrompu », comme Clay l'avait fait en 1825. Ce n'est donc qu'après la mort de Taylor en 1850 que Crittenden a démissionné de son poste de gouverneur pour accepter d'être nommé par Millard Fillmore au poste de procureur général. Comme le parti Whig s'effondrait au milieu des années 1850, Crittenden a rejoint le mouvement Know Nothing. Après avoir quitté son poste de procureur général, il a été à nouveau élu au Sénat des États-Unis, où il a exhorté à un compromis sur le problème de l'esclavage pour éviter la scission des États-Unis. Comme l'intransigeance des deux côtés accroissait la menace de sécession, Crittenden a recherché les modérés de tous les partis et a formé le Parti constitutional union, bien qu'il ait refusé la nomination du parti pour la course à la présidence lors de l'élection de 1860. En décembre 1860, il est l'auteur du compromis Crittenden, une série de résolutions et d'amendements constitutionnels grâce auxquels il espérait pouvoir éviter la guerre de Sécession, mais le Congrès ne les a pas approuvés. Crittenden a été élu à la Chambre des Représentants en 1861 et a continué à chercher la réconciliation entre les différents États durant tout son mandat. Il s'est finalement déclaré candidat pour sa réélection à la Chambre en 1863, mais il est mort le 26 juillet 1863 avant la tenue de l'élection.

## Jeunesse
John Jordan Crittenden est né le 10 septembre 1787 près de Versailles dans le comté de Woodford au Kentucky. Il est le deuxième enfant, et le premier fils, d'un vétéran de la guerre d'indépendance John Crittenden Senior et de son épouse Judith Harris. John et Judith Crittenden ont eu au total quatre garçons et cinq filles dont seul un est mort durant son enfance. Quant à ses frères, deux, Thomas et Robert, sont devenus juriste et un troisième fermier. Du côté paternel, John Jordan Crittenden a des ancêtres gallois tandis que de sa mère il descend d'une famille de huguenots. Crittenden Senior avait arpenté les terres du Kentucky avec George Rogers Clark avant de s'y installer juste après la guerre d'indépendance.
Crittenden avait commencé un programme de préparation à l'université à la Pisgah Academy dans le comté de Woodford avant d'être finalement envoyé dans un internat dans le comté de Jessamine. D'ailleurs, il a pu rencontrer parmi ses camarades de classe Thomas Alexander Marshall, futur représentant du Kentucky, et Francis Preston Blair, qui deviendra le premier Surgeon General of the United States Army. Il s'est particulièrement rapproché de Blair dont il est resté proche tout au long de sa vie, et ce malgré leurs divergences politiques. Après un an passé dans cet internat, Crittenden a déménagé dans la maison du juge George M. Bibb à Lexington afin d'y étudier le droit. Il a entamé, par la suite, ses études supérieures à la Washington and Lee University (à l'époque le Washington College) à Lexington en Virginie où il a étudié, pendant son bref passage, les mathématiques et la littérature tout en se liant d'amitié avec Hugh Lawson White, qui sera sénateur du Tennessee de 1825 à 1840. Cependant, mécontent de la formation donné par le Washington College Crittenden s'est inscrit au Collège de William et Mary où il a étudié le droit sous le patronage du juriste George Tucker et a fait connaissance avec John Tyler,. Ayant terminé ses études en 1806, il a pu s'inscrire au barreau en 1807,. C'est ainsi que Crittenden a commencé à exercer dans le comté de Woodford avant de partir établir son cabinet dans le Comté de Logan à Russellville, une partie du Kentucky plus favorable à l'installation de nouveaux juristes. À l'âge de 22 ans, il est nommé par Ninian Edwards, alors gouverneur du territoire de l'Illinois, procureur général. L'année suivante Crittenden devient son aide de camp,.
Le 27 mai 1811, il se marie avec Sarah O. Lee dans la maison de sa compagne à Versailles dans le Kentucky. Cette dernière était la cousine du futur président Zachary Taylor. Morte à la mi-septembre 1824 Crittenden et Sarah Lee ont tout de même eu sept enfants dont deux furent généraux durant la guerre de Sécession : d'un côté le major-général George Bibb Crittenden qui se battait dans le camp confédéré, et de l'autre Thomas Leonidas Crittenden lui aussi major-général mais qui était engagé aux côtés de l'Union. Leur fille Sallie Lee « Maria » Crittenden sera, quant à elle, la mère de John C. Watson futur rear amiral de la fin du XIXe siècle.

## Entrée dans la vie politique
La carrière politique de Crittenden commence véritablement avec son élection à la Chambre des représentants du Kentucky où il représente le comté de Logan de 1811 à 1817. Après la session parlementaire de 1811, il s'engage en tant qu'aide au côté du général Samuel Hopkins dans son expédition contre les Amérindiens. Avec le déclenchement de la guerre anglo-américaine de 1812 Crittenden a été nommé aide de camp par le gouverneur du Kentucky, Charles Scott, puis en 1813 il est devenu aide de camp du gouverneur Isaac Shelby, c'est à ce poste qu'il a servi pendant la bataille de la rivière Thames au Canada,. D'ailleurs, une fois le conflit terminé le gouverneur lui a remis une décoration pour sa loyauté. Crittenden est ensuite retourné exercer le droit à Russellville.
En 1814, le gouverneur Shelby a nommé Crittenden pour pourvoir le siège laissé vacant par son ancien professeur, George M. Bibb, au Sénat des États-Unis. Pourtant, Shelby a appris que Crittenden ne pourrait rejoindre le Congrès étant donné qu'à 27 ans il n'atteignait pas l'âge requis pour devenir sénateur, c'est-à-dire 30 ans. Il est donc retourné à la Chambre des représentants du Kentucky où il a été élu Speaker (en) durant deux ans, de 1815 à 1817. À son poste de Speaker, Crittenden a dû présider des séances tourmentées notamment durant les événements ayant suivi la mort du gouverneur George Madison en octobre 1816. Le lieutenant-gouverneur Gabriel Slaughter, qui lui avait succédé immédiatement, a très vite décidé de deux nominations mal vues qui l'ont rendu, par extension, très impopulaire chez les habitants de l’État. Un groupe de législateurs mécontents, mené par John C. Breckinridge, ont souligné que la Constitution du Kentucky prévoyait seulement que le lieutenant-gouverneur occupe le poste de gouverneur jusqu'à ce qu'une nouvelle élection se tienne et fournisse un successeur au défunt. Ces parlementaires affirmaient ainsi que Slaughter n'était que « gouverneur par intérim » et ils déposèrent une proposition à la chambre pour organiser de nouvelles élections. Bien que cette proposition ait été rejetée, Crittenden avait été un des fervents soutiens de cette solution.
Le choix de Crittenden avait l'avantage d'être à la fois populaire et politiquement opportun : quand le mandat de Martin D. Hardin au Sénat des États-Unis prit fin en 1817 (ce dernier faisait partie des nominations impopulaires de Slaughter), l'Assemblée générale du Kentucky l'a choisi pour le remplacer. Bien qu'il fût le plus jeune membre de l'institution, il a servi comme secrétaire du comité judiciaire du Sénat des États-Unis nouvellement créé en 1816,. Il a également été membre de la commission des Affaires Navales. Durant ce premier mandat, qui s'est étalé du 4 mars 1817 au 4 mars 1819, Crittenden a été à l'initiative de la législation visant à rembourser et à indemniser les personnes condamnées à une amende en vertu des Alien and Sedition Acts de 1798. Trouvant la politique de l'État plus intéressante et ayant besoin de plus d'argent, étant donné qu'il venait d'avoir un troisième et un quatrième enfants, Crittenden a décidé de démissionner du Sénat,.